# マーベルヒーローズ (パチスロ)
マーベルヒーローズはマーベル・コミック（アメリカン・コミック）の様々なヒーローが登場するパチスロ（5号機）で、タイヨーエレックから2007年に販売された。

## 概要
2種類のBIGとスーパーマーベルチャンスと呼ばれる1G当り1.2枚増が期待できるARTの組み合わせでコインを増やしていくハイスペック5号機に分類されるマシンのこと。
1G当り平均でコイン1.2枚増が期待できるスーパーマーベルチャンスへの突入契機は2つある。
1. 潜伏状態（リール右横マーベルチャンスの絵がうっすらと点灯している状態）の時にXゲートと言われるマークを引き当てた時
2. 通常時にXゲートを引き当て、マーベルチャンスとよばれるRTに入り、表示されているカボチャの個数分ベルを引き当てた時。

## 演出
実際にプレイに影響する演出としては
- デフォルメ・キャラ画面走り抜け演出
  - 通常画面に登場する4人とゴーストライダーは頻繁に発生する。それ以外のキャラクターが登場したときは、小役かボーナス確定。
  - ファンタスティック・フォーの登場は、ボーナス確定となる。
  - 走り抜けたキャラが転んだときは小役ナビが発生するが、小役ナビが現れないときは、ボーナスの可能性あり。ゴーストライダーのバイクのみが発生したときも、ボーナスの可能性がある。
- モニターにナビ発生（小役及び発展演出予告）
- 発展演出1
  - スパイダーマン：ビルの上に登場し、悪人を捕まえられれば小役か次演出へ発展（MJもしくはストームが現れたときなど）。
  - ウルヴァリン：箱を突き刺し中からカボチャ以外がでれば小役か次演出へ発展。箱が木箱ではないときは、カボチャ以外決定。
  - ハルク：荒野を駆けて転んだとき、ナビがでれば小役か次演出へ発展。
  - エレクトラ：岩の上で瞑想し、砂嵐の後ナビ発生で小役や次演出へ発展（ブルズアイが立っていると対決演出へ）。
- 発展演出2（リアル・キャラクター）
  - 演出1と違いリアルなキャラクターが登場すると演出1よりも強予告。
- ルーレット演出：9マスと1リールの2種類がある。
- バトル演出：最高3回のバトルで勝利すればボーナス確定（稀に4回目に突入することもあり、ボーナス確定）。

以上があるが、内部モードによって発生頻度が変わる。
- カットイン演出：派手な音とリアル・キャラの上にXゲートが現れる。

このマシンの醍醐味であるARTへのステップアップの突入契機となる。入っている内部モードによっては、ガセ予告（普通のリプレイしか揃わない）の場合もあるが、目押しで必ず揃える必要がある。Xゲートを止めることにより、特殊リプレイが揃い、RTに入ったりボーナスが確定する。

## ボーナス
赤7は通常時、2リールまで順押しで上段に並ぶことはあってもそれ以外（中段、下段、斜め）に揃うことはない。演出発生時、上段以外に赤7が並べばボーナス確定。ただし、弱い演出では、内部的にカボチャが入っているときのハズレとして赤7が揃うときあり。（1リール目にはカボチャが止まっている）青7の獲得枚数は多いが赤7に比べて発生頻度は低い。また、青7の設定差はなく、全ての設定で同じボーナス確率となっている。
ボーナス中はナビが必ず発生する。ベルは3種類ともどれでもOKなため、フリー打ちでよい。チェリーとカボチャは外した方が獲得枚数が多くなる。

## マーベルチャンス（RT）中のプレイ
ベルは赤7・ベル・ベル、青7・ベル・ベル、黒・ベル・ベルの3種類あり、画面上でナビされるものを止めなければRT終了となる。ただ内部のフラグとしてはこれに共通ベルを加えた4種類が存在し、共通ベルの場合は目押し不要で絵柄が揃う（その場合ナビは発生しない）。
RT中（ART中も）は、上記3種類のナビが直接表示される場合、“？？？”で3択の場合、パラパラとコミックがめくれている場合、Xゲートが予告される場合などがある。RT中はほとんどのケースが“？？？”であり、自分の勘でベルを引き当てる必要がある（実際には共通ベルも含まれるので、ベルを引き当てられる確率は約50%程度ある）。外れた場合は、RTが即終了し、通常へ戻る。Xゲートを引き当てると、カボチャが残っていても即ARTへ移行する。

## スーパーマーベルチャンス（ART）中のプレイ
ART中ベルナビを外すと、即ART終了、通常へ戻る。ただし、Xゲートの引き戻しでARTへ戻れる場合もある。
ゲーム数を消化してしまうとRTに移行し、カボチャが1個表示される。このときベルを揃えることができればまたARTへ再突入でき、ART→RT→ARTのループによる大幅なコイン増加を期待できる。
また、ART中にXゲート・ナビが発生するとARTゲーム数の上乗せのチャンス、10,30,50,100,300,500,1000増加の可能性がある（50が最も多い）。
ART中にボーナスが確定する場合もあるが、ボーナス後もARTの残りの数に50プラスされた状態で潜伏期間へ移行し、Xゲートを引くことで必ずARTへ再突入する。そのため、ARTからボーナスになった場合は、RTを経由してARTに突入するため、即ヤメせずに継続プレイする必要がある。